# ماكس بيشوب
ماكس بيشوب (بالإنجليزية: Max Bishop) هو لاعب كرة قاعدة أمريكي، ولد في 5 سبتمبر 1899 في واينسبورو في الولايات المتحدة، وتوفي بنفس المكان في 24 فبراير 1962.

## وصلات خارجية
- ماكس بيشوب على موقعبيزبول رفرنس.كوم (الدوري الرئيسي) (الإنجليزية)
- ماكس بيشوب على موقع جمعية أبحاث البيسبول الأمريكية (الإنجليزية)